# 瀬見発電所
瀬見発電所(せみはつでんしょ)は、山形県最上郡最上町大字志茂字大沢山3032の最上小国川沿いにある水力発電所である。

## 構成
瀬見発電所
1911年（明治44年）に完成した東北電力の水力発電所。1900年(明治33年)発電開始の白岩発電所(寒河江市)に続き、山形県で2番目に発電を開始した水力発電所である。瀬見温泉の東の外れ、通称「瀬見渓谷成合淵」と呼ばれる場所に位置する。国道47号の対岸にあり、国道からその全貌を見ることが出来る他、瀬見温泉から遊歩道を通り、徒歩で発電所の直近に近づくことが出来る。
当初は新庄町(現新庄市)営で、1911年12月に完成、翌1912年1月に発電を開始し、新庄町市街地と瀬見温泉に電気を供給した。戦前は絵葉書の題材にもなった。その後、日本発送電を経て東北電力の発電所へとなった。
| 瀬見発電所     | 瀬見発電所      |
| -------------- | --------------- |
| 形式           | 水路式 自流     |
| 認可出力       | 380 kW          |
| 最大使用水量   | 3.34 m3/s       |
| 有効落差       | 14.7 m          |
| 水車発電機台数 | 1(日立製作所製) |
| 運用開始       | 1911年          |